# Lubiki
Lubiki – wieś kociewska w Polsce położona w województwie pomorskim, w powiecie starogardzkim, w gminie Czarna Woda, w kompleksie leśnym Borów Tucholskich. W latach 1975–1998 miejscowość znajdowała się w granicach województwa gdańskiego.
Do 30 grudnia 1994 w gminie Kaliska. Następnie do końca 2013 w granicach gminy miejskiej Czarna Woda. Od 2014 ponownie samodzielna wieś.
Lubiki oraz wieś Lubiki Małe z przysiółkami Kamionna i Podlesie tworzą sołectwo Lubiki, którego powierzchnia wynosi 1217 ha. Według danych ze spisu powszechnego w 2002 roku miejscowość była zamieszkiwana przez 154 osoby.

## Przynależność administracyjna
- do 31 VII 1934: gmina jednostkowa Lubiki[7]
- 1 VIII 1934 – 31 XII 1947: gromada w gminie Piece[8]
- 1 I 1948 – 4 X 1954: gromada w gminie Kaliska[9]
- 5 X 1954 – 31 XII 1961: wieś w gromadzie Huta Kalna[10]
- 1 I 1963 – 31 XII 1972: wieś w gromadzie Kaliska[11]
- 1 I 1973 – 29 XII 1994: wieś w gminie Kaliska[12]
- 30 XII 1994 – 31 XII 2013: część  miasta Czarna Woda[13]
- od 1 I 2014: wieś w gminie Czarna Woda[14]

## Przyroda

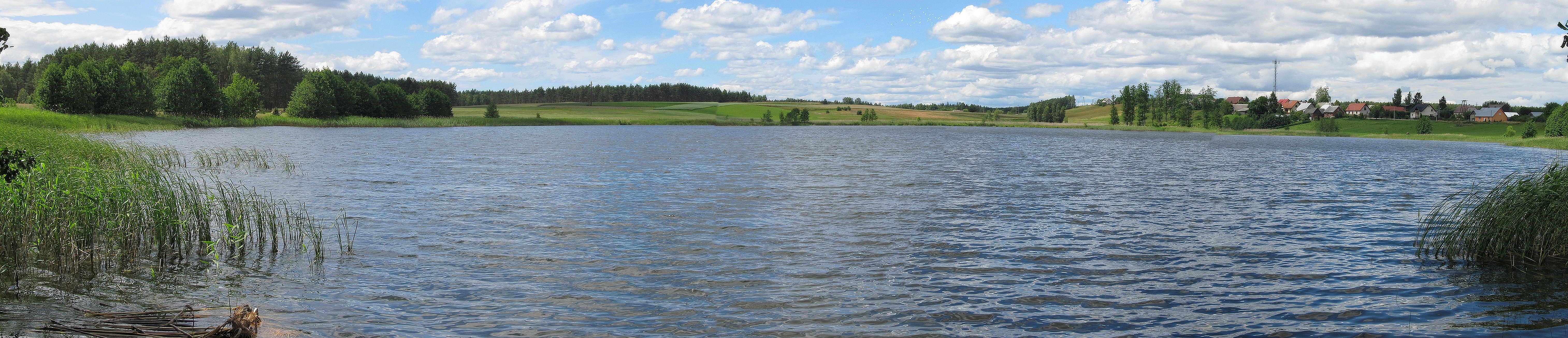
Panorama jeziora Lubiki od strony ulicy Jeziornej

W okolicach wsi znajduje się jezioro Lubickie i jezioro Szarmach.